# Jarne Van de Paar
Jarne Van de Paar, né le 23 octobre 2000 à Balen, est un coureur cycliste belge.

## Biographie
Jarne Van de Paar est originaire de Balen, une commune située dans la province d'Anvers (Région flamande). Fils d'un ancien cycliste amateur, il prend sa première licence à l'âge de onze ans en catégorie minimes au Balen BC. Sa sœur Ines est également coureuse cycliste,. 
En 2016, il devient champion de Belgique du contre-la-montre par équipes en catégorie débutants (moins de 17 ans). Passé en catégorie juniors (moins de 19 ans), il obtient son premier podium international en 2017 avec une deuxième place sur le Grand Prix Bati-Metallo. Il s'illustre ensuite lors de la saison 2018 en remportant dix courses, dont une étape du Tour de Haute-Autriche juniors. Ses bonnes performances lui permettent de rejoindre la réserve de l'équipe World Tour Lotto-Soudal en 2019. Bon sprinteur, il se distingue rapidement en terminant notamment deuxième du Youngster Coast Challenge et troisième de la Flèche côtière, alors qu'il fait ses débuts en espoirs (moins de 23 ans). 
En 2020, il obtient diverses places d'honneur dans des courses par étapes polonaises inscrites au calendrier de l'UCI. L'année suivante, il s'impose sur deux interclubs et une kermesse professionnelle. Sa saison 2022 est en revanche gâchée par une blessure à un genou, qui l'éloigne des compétitions durant le premier semestre. Il fait néanmoins un retour à la compétition réussi en devenant champion de Belgique sur route espoirs,. Le 9 septembre, la structure World Tour Lotto-Soudal annonce son arrivée dans l'effectif à partir de 2024, pour une durée de trois ans.
Cependant, dès le 27 janvier 2023, l'équipe Lotto Dstny annonce que Van de Paar intègre l'équipe World Tour avec effet immédiat. Deux jours plus tard, il prend la troisième place au sprint du Trofeo Palma. Il remporte, le 13 avril de cette même année, la deuxième étape du Tour du Loir-et-Cher entre Sassay et Selommes au sprint.

## Palmarès et résultats

### Palmarès par année
- 2016
  -  Champion de Belgique du contre-la-montre par équipes débutants
  - 2e du championnat de la province d'Anvers du contre-la-montre débutants
  - 3e du championnat de Belgique du contre-la-montre débutants 2e année
- 2017
  - 2e du Grand Prix Bati-Metallo
  - 3e du championnat de la province d'Anvers du contre-la-montre juniors
- 2018
  - Champion de la province d'Anvers du contre-la-montre juniors
  - Flèche du Brabant flamand
  - 2e étape du Tour de Haute-Autriche juniors
  - Vuelta Ribera del Duero
  - 3e du championnat de Belgique du contre-la-montre par équipes juniors
- 2019
  - 2e de Gand-Staden
  - 2e du Youngster Coast Challenge
  - 2e du championnat de la province d'Anvers du contre-la-montre espoirs
  - 3e de la Flèche côtière
- 2020
  - 3e de Bruxelles-Zepperen
- 2021
  - Kemmel Koerse
  - Dwars door Wingene
  - 5e étape du Tour de Flandre-Orientale
- 2022
  -  Champion de Belgique sur route espoirs
  - 2e étape du Tour de Flandre-Orientale
  - Wingene Koers
- 2023
  - 2e étape du Tour du Loir-et-Cher
  - 2e étape du Tour du lac Taihu
  - 3e du Trofeo Palma
  - 3e du Tour du lac Taihu
- 2024
  - Grand Prix Jean-Pierre Monseré
  - 2e du Tour des onze villes

### Classements mondiaux
| Année                                 | 2019  | 2020 | 2021  | 2022 | 2023 | 2024 |
| ------------------------------------- | ----- | ---- | ----- | ---- | ---- | ---- |
| Classement mondial                    | 1214e | 969e | 2339e | 919e | 296e | 295e |
| UCI Europe Tour                       | 846e  | 758e | 1561e | 675e | nc   | nc   |
|                                       |       |      |       |      |      |      |
| Légende : nc = non classéSource : UCI |       |      |       |      |      |      |